# Joan Pérez del Muro

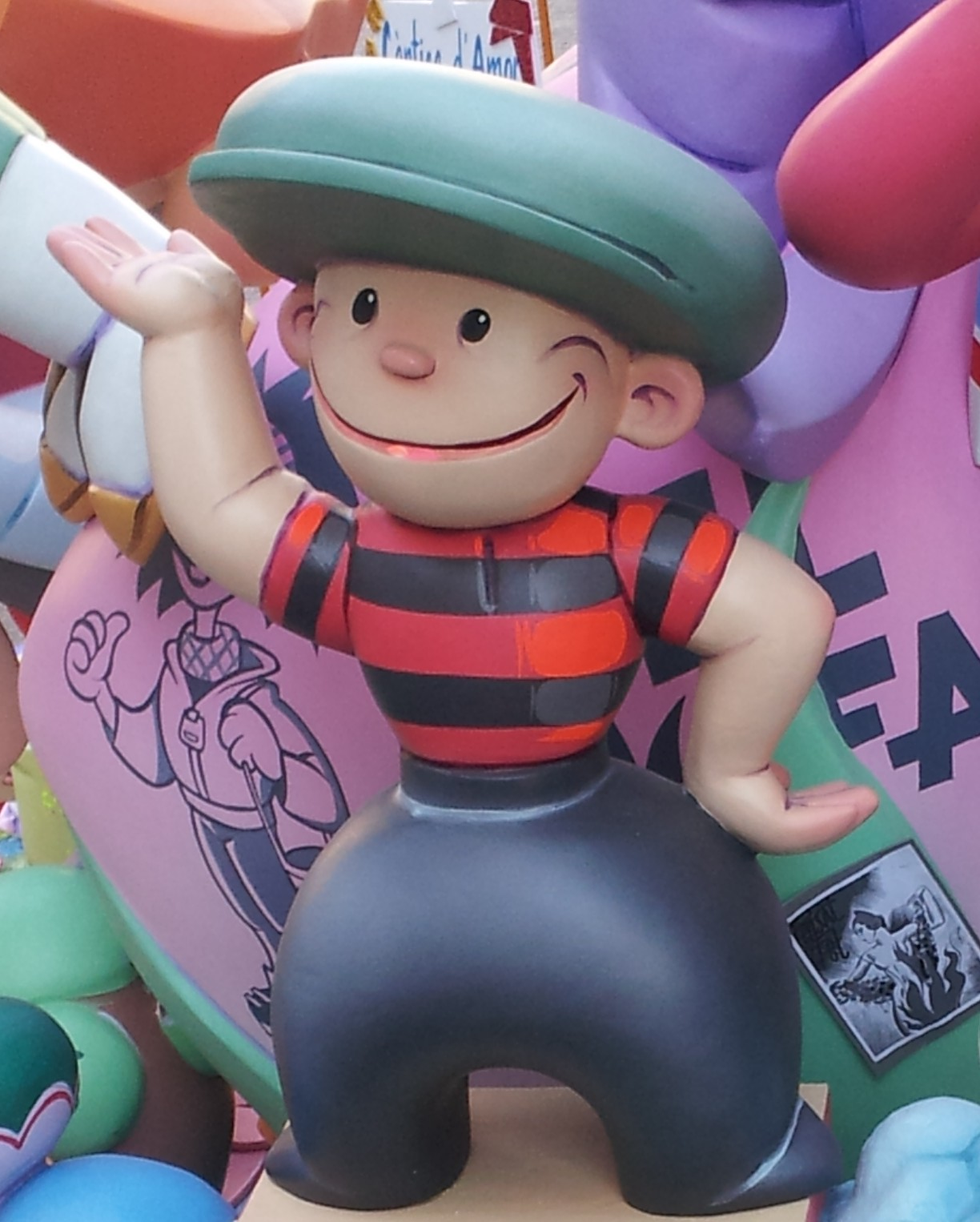
Ninot faller de Colilla y su pato banderilla.

Joan Pérez del Muro (Mèxic, 1895 - Barcelona, 1949) va ser un cartellista, il·lustrador, historietista i poeta mexicà, pertanyent a la primera generació d'autors de còmic valencià, al costat de Luis Dubón i Enrique Pertegás.

## Biografia
Nascut als Estats Units Mexicans, Pérez del Muro s'estableix a l'Estat Espanyol abans de 1919. Amb el pseudònim Saltiró, publicaria a revistes satíriques catalanes com Papitu o L'Esquella de la Torratxa, o a la infantil Fatty.
A partir dels anys 20, comença a col·laborar amb la premsa valenciana, especialment per a les revistes sicalíptiques de l'editorial Carceller, com La Traca.
Pel que fa a l'obra infantil, va publicar la sèrie Emocionantes aventuras de Churrete y Viruta a la revista Boby (1928), però la seua obra més important és Las aventuras de Colilla y su pato Banderilla (1932), publicada en el suplement Los Chicos, distribuït junt al diari El Mercantil Valenciano, que també va maquetar. Aquesta és considerada una de les sèries d'historietes més importants del període. La importància de la sèrie va ser tal que la mateixa editorial va posar a una persona disfressada de Colilla a la porta de la Llotja de València perquè venguera els seus tebeos.
Durant la Guerra Civil Espanyola, va ser membre de la Comissió de Propaganda de la CNT.
Després de la guerra, Juan Pérez treballa per a l'Editorial Valenciana, realitzant el relat il·lustrat Aventuras de Bolín y su perro Patachín i alguns quaderns humorístics, com els paròdics Tarazán de los Monos (1943), Cazando fieras bobas (1944) i La sombrilla (1944).